# Општина Мушеница (Сучава)
Мушеница (рум. Muşeniţa) општина је у Румунији у округу Сучава.
Oпштина се налази на надморској висини од 415 m.